# Ödestugu kyrka
Ödestugu kyrka är en kyrkobyggnad i Ödestugu i Växjö stift. Den är församlingskyrka i Barnarp-Ödestugu församling.

## Kyrkobyggnaden
Ödestugu kyrka är belägen på en höjd i byn. Den är en vit, tornlös stenkyrka som sannolikt byggdes i slutet av 1200-talet. En del talar för att det funnits en träkyrka på platsen tidigare. Kyrkan har under århundradena byggts till. Den förlängdes mot väster under 1750– och 1760-talen. Då tillkom även vapenhuset i väster, som är byggt i trä och rödmålat. Interiören har kalkmålningar från cirka 1600 och 1750. Det finns nischer i väggarna från katolsk tid då helgonbilder var placerade där. Runt fönstren i kyrkan finns märkliga draperimålningar från 1700-talet av okänd mästare.
Det nuvarande korfönstret av glaskonstnärinnan Ann Wolf tillkom 1992. Det föreställer sex olika bibelberättelser ur Jesu liv och död.
Kyrkan har en fristående rödmålad klockstapel.

## Inventarier
- Dopfunten tillskrivs Lekerydsmästaren och tros vara tillverkad i början av 1200-talet.
- Predikstolen fick sin nuvarande utformning vid 1700-talets mitt.

### Orgel
- 1870 bygger E A Setterquist, Örebro en orgel med 8 stämmor.
- Den nuvarande orgeln är byggd 1956 av Fredriksborgs orgelbyggeri, Hilleröd, Danmark. Orgeln är mekanisk med en ny fasad.

| Ryggpositiv I   | Bröstverk II  | Pedal       | Koppel |
| Rörflöjt 8´     | Gedakt 8´     | Subbas 16´  | I/P    |
| Principal 4´    | Spetsgamba 8´ | Koralbas 4´ | II/P   |
| Gedaktflöjt 4´  | Kvintadena 4´ |             | II/I   |
| Gemshorn 2´     | Principal 2'  |             |        |
| Scharf 3-4 chor | Oktava 1'     |             |        |
|                 | Krumhorn 8'   |             |        |